# 丝瓣芹属
丝瓣芹属（学名：Acronema）是伞形科的一属，是一种二年生或多年生草本植物。根多为块状。茎直立，有条纹，无毛。叶通常呈三角形或卵形。花两性或杂性，为复伞形花序。花瓣白色或紫红色。现存约23种，主要分布于喜马拉雅山地区。 
- 高山丝瓣芹（Acronema alpinum）
- 星叶丝瓣芹（Acronema astrantiifolium）
- 短柄丝瓣芹（Acronema brevipedicellatum）
- 条叶丝瓣芹（Acronema chienii）
- 尖瓣芹（Acronema chinense）
- 多变丝瓣芹（Acronema commutatum）
- 疏齿丝瓣芹（Acronema forrestii）
- 细梗丝瓣芹（Acronema gracile）
- 禾叶丝瓣芹（Acronema graminifolium）
- 中甸丝瓣芹（Acronema handelii）
- 锡金丝瓣芹（Acronema hookeri）
- 矮小丝瓣芹（Acronema minus）
- 苔间丝瓣芹（Acronema muscicola）
- 羽轴丝瓣芹（Acronema nervosum）
- 圆锥丝瓣芹（Acronema paniculatum）
- 丽江丝瓣芹（Acronema schneideri）
- 四川丝瓣芹（Acronema sichuanense）
- 丝瓣芹（Acronema tenerum）
- 西藏丝瓣芹（Acronema xizangense）
- 亚东丝瓣芹（Acronema yadongense）